# Ben 10: Alien Force (jogo eletrônico)
Ben 10: Alien Force - The Game é um jogo eletrônico baseado na série de televisão estadunidense Ben 10: Alien Force. O jogo foi lançado na América do Norte em 28 de Outubro de 2008 e Fevereiro de 2009 no Reino Unido.

## Enredo
É possível jogar com os perspnagens de Ben, Gwen e Kevin, assim como cinco das novas formas alienigenas de Ben para ajudar a derrotar o Soberano. A história se passa em torno dos Cavaleiros Eternos coletando a tecnologia perigosa dos aliens para construir uma máquina para o Soberano. Muitas das fases envolvem a obtenção de certos componentes antes que os Cavaleiros Eternos, DNAliens, e outros inimigos e de quebra eles, com a ajuda de Gorvan, terão que achar o Vô Max que sumiu misteriosamente.

## Jogabilidade
No começo, os aliens de Ben têm um número pequeno de combos fracos e infetivos, mas depois de derrotar alguns inimigos, Ben abre mais poderes para seus aliens, mas diferente de Ben 10 Protector of Earth, o controle mestre não pode ser desbloqueado, então ele é limitado ao Chrono Cristal Boost. Combos de ataques poder ser desbloqueados coletando pontos Omnitrix. Power Boosts limitados ou invencibilidade podem ser coletados, assim como os bônus para deixar Omnitrix recarregar mais rápido. Os controles do Wii são escolhas do jogador através dos gestos, pressionamento de botão ou uma combinação de ambos. Infelizmente, há somente 8 níveis no jogo (16 no Nintendo DS), mas todos os níveis tem um montante suficiente de jogabilidade envolvida e leva em torno de 20 minutos ou mais para terminar cada nível.

### Recursos
- Jogue o único videogame que habilita você a comandar os membros da equipe de Ben 10 Alien Force, investigando locais, inimigos e personagens nunca antes vistos, explorando os lugares de seus episódios favoritos no seriado.[4]
- Manipule o fogo, cresça até ficar com mais de 18 metros de altura, escale paredes, voe em alta velocidade, etc.
- Aproveite os poderes de Gwen para criar escudos de energia de defender e atacar, raios de energia para atacar os inimigos e solucionar quebra-cabeças ambientais, como criar plataformas para ultrapassar um precipício e use a habilidade de Kevin para absorver materiais e criar armaduras impenetráveis.
- Explore os níveis de ação do jogo no modo arcade e enfrente mais de 20 tipos de inimigos; crie ataques ilimitados com o sistema de combos.[5]